# Aleksandr Pavlovitch Vinogradov
Pour les articles homonymes, voir Alexander Vinogradov.
Alexander Pavlovich Vinogradov, né le 21 août 1895 à Petretsovo (Oblast de Iaroslavl) et mort le 16 novembre 1975 à Moscou, est un géochimiste et académicien soviétique.
Il reçoit un grand nombre de médailles et récompenses, dont la médaille Lomonossov en 1973.